# Dự trữ ngoại hối nhà nước
Dự trữ ngoại hối nhà nước, thường gọi tắt là dự trữ ngoại hối hoặc dự trữ ngoại tệ là lượng ngoại tệ mà ngân hàng trung ương hoặc cơ quan hữu trách về tiền tệ của một quốc gia hay lãnh thổ nắm giữ. Đây là một loại tài sản của Nhà nước được cất giữ dưới dạng ngoại tệ (thường là các ngoại tệ mạnh như: Dollar Mỹ, Euro, Yên Nhật, v.v...) nhằm mục đích thanh toán quốc tế hoặc hỗ trợ giá trị đồng tiền quốc gia.

## Hình thức dự trữ
Ngoại hối có thể được dự trữ dưới hình thức:
- Tiền mặt
- Số dư của tài khoản tiền gửi bằng ngoại tệ ở nước ngoài
- Hối phiếu, trái phiếu hoặc các giấy tờ ghi nợ khác của chính phủ nước ngoài, ngân hàng nước ngoài, các tổ chức tài chính tiền tệ quốc tế
- Vàng
- Các loại ngoại hối khác

## Tiêu chí đánh giá quy mô dự trữ
Có ba tiêu chí chính:

### Tỷ lệ giữa dự trữ ngoại hối và giá trị một tuần nhập khẩu trong năm tiếp theo
Nói cách khác, quy mô dự trữ ngoại hối được tính bằng số tuần nhập khẩu. Tiêu chí này cho thấy mức độ hỗ trợ thanh toán quốc tế của dự trữ ngoại hối. Theo đánh giá của IMF, dự trữ ngoại hối có quy mô tương đương 12 đến 14 tuần nhập khẩu thì quốc gia sẽ được coi là đủ dự trữ ngoại hối.

### Tỷ lệ giữa dự trữ ngoại hối và nợ ngắn hạn nước ngoài
Tiêu chí này cho thấy khả năng đối phó của quốc gia khi có hiện tượng tấn công ngoại tệ hoặc rút tiền ra nước ngoài.

### Tỷ lệ giữa dự trữ ngoại hối và mức cung tiền rộng
Tiêu chí này cho thấy khả năng can thiệp tỷ giá hối đoái của ngân hàng trung ương. Tỷ lệ từ 10% đến 20% được coi là đủ dự trữ ngoại hối.

## Quy mô dự trữ ngoại hối của một số nước dẫn đầu

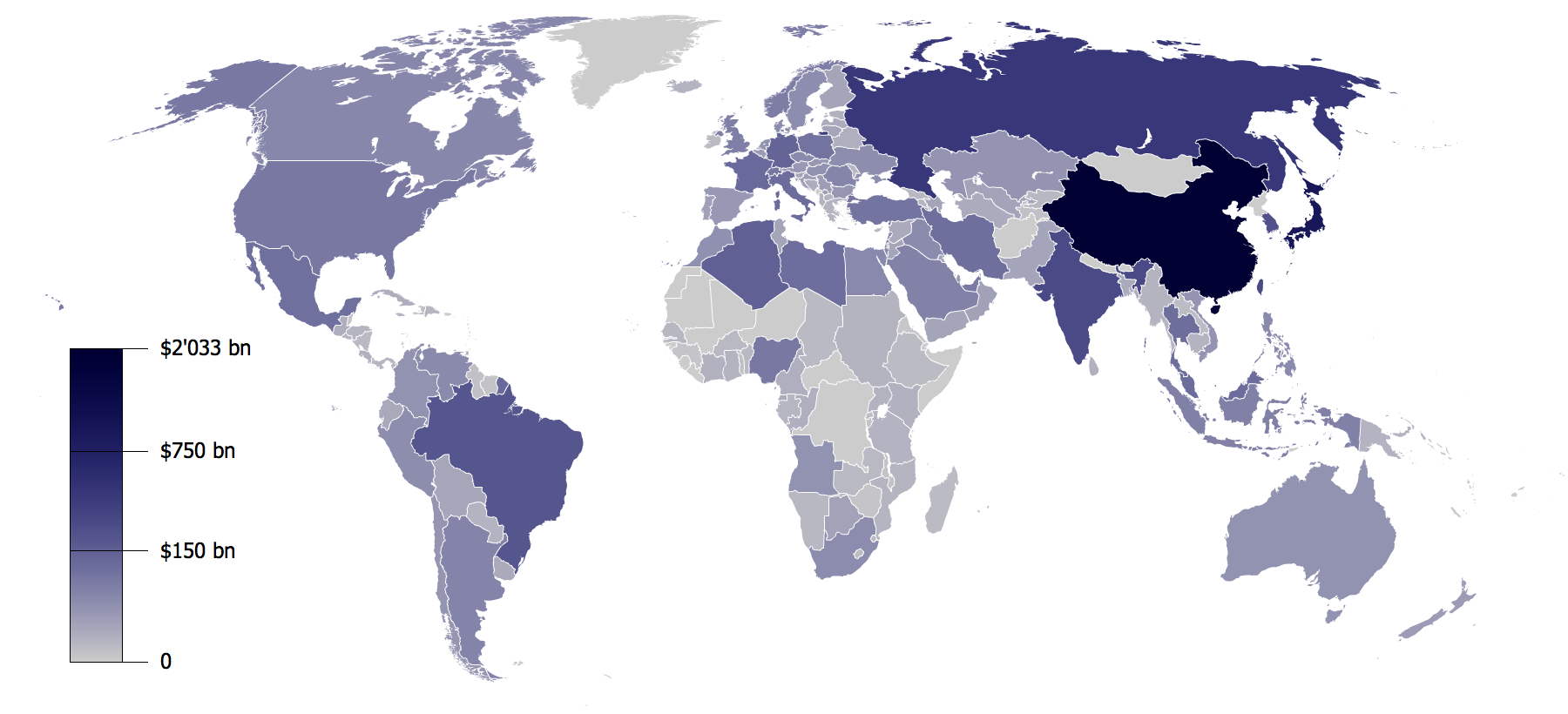
Mức dự trữ ngoại hối theo quốc gia

| Quốc gia/lãnh thổ       | Tương đương tỷ USD (tính đến cuối tháng) |
| ----------------------- | ---------------------------------------- |
| Trung Quốc              | 1066 (tháng 12)                          |
| Nhật Bản                | 895 (tháng 12)                           |
| Nga                     | 303 (19/1/2007)                          |
| Đài Loan (Đài Loan)     | 266 (tháng 12)                           |
| Hàn Quốc                | 239 (tháng 12)                           |
| Ấn Độ                   | 177 (12/1/2007)                          |
| Singapore               | 137 (tháng 12)                           |
| Hồng Kông ( Trung Quốc) | 133 (tháng 12)                           |
| Đức                     | 113 (tháng 11)                           |